# Arachnocaulus
Arachnocaulus är ett släkte av skalbaggar. Arachnocaulus ingår i familjen plattnosbaggar.
Kladogram enligt Catalogue of Life:
| Arachnocaulus | \| \| Arachnocaulus filitarsis \| \| \| \| |
|               | \| \| Arachnocaulus filitarsis \| \| \| \| |
|               | Arachnocaulus filitarsis                   |
|               |                                            |